# Obóz szkoleniowy SS w Trawnikach
Obóz szkoleniowy SS w Trawnikach (niem. Der SS- und Polizeiführer im Distrikt Lublin Ausbildungslager Trawniki, SS-Ausbildungslager Trawniki) – niemiecka jednostka szkoleniowa istniejąca w latach 1941–1944 w miejscowości Trawniki pod Lublinem, połączona z funkcjonującym w tym samym miejscu obozem pracy dla Żydów. W Trawnikach szkolono członków kolaboracyjnej formacji SS-Wachmannschaften, która wzięła aktywny udział w operacji wymordowania Żydów w Generalnym Gubernatorstwie.

## Historia

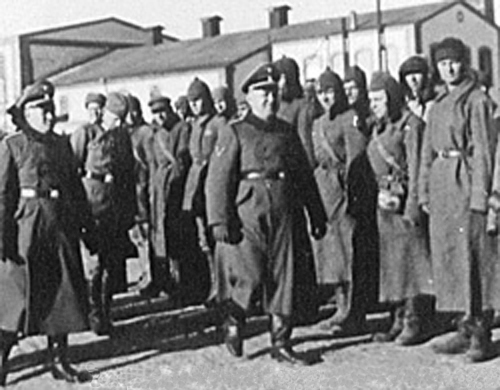
Komendant obozu w Trawnikach SS-Hauptsturmführer Karl Streibel

W Trawnikach, fabrycznej osadzie leżącej 26 kilometrów na wschód od Lublina, Niemcy kilkukrotnie organizowali w czasie II wojny światowej obozy różnego przeznaczenia. Wynikało to z faktu, iż znajdujące się tam zabudowania nieczynnej cukrowni łatwo mogły być zaadaptowane na potrzeby obozowe. Za wyborem Trawnik przemawiało ponadto ich dogodne usytuowanie przy linii kolejowej Lublin – Chełm.
Jesienią 1939 roku Niemcy urządzili w Trawnikach obóz przejściowy dla polskich jeńców wojennych. W marcu następnego roku zorganizowano tam obóz SS, w którym więziono Polaków (niewiele wiadomo o jego działalności). Po wybuchu wojny niemiecko-sowieckiej w Trawnikach powstał natomiast obóz filtracyjny dla wziętych do niewoli żołnierzy Armii Czerwonej.
17 lipca 1941 roku SS-Brigadeführer Odilo Globocnik, dowódca SS i policji w dystrykcie lubelskim Generalnego Gubernatorstwa, został mianowany „pełnomocnikiem Reichsführera-SS do spraw utworzenia baz policji i SS na nowym obszarze wschodnim”. W związku z koniecznością zapewnienia bazom odpowiedniej obsady Heinrich Himmler polecił Globocnikowi oraz wyższym dowódcom SS i policji na okupowanych terenach wschodnich zorganizować kolaboracyjne jednostki pomocnicze złożone z obywateli ZSRR, w  szczególności jeńców wojennych. Miejscem ich tworzenia i szkolenia stały się Trawniki.
Obóz szkoleniowy (niem. Der SS- und Polizeiführer im Distrikt Lublin Ausbildungslager Trawniki) został utworzony we wrześniu 1941 roku. Początkowo kierował nim SS-Untersturmführer Richard Rokita. 27 października 1941 roku na stanowisko komendanta został natomiast mianowany SS-Hauptsturmführer Karl Streibel, który piastował je do końca istnienia obozu. Pod względem administracyjnym obóz podlegał dowódcy SS i policji na dystrykt lubelski, który zapewniał m.in. środki na jego utrzymanie.
Obóz szkoleniowy w Trawnikach był złączony w sposób organiczny z funkcjonującym w tym samym miejscu obozem pracy dla Żydów i – jak wskazuje Witold Mędykowski – de facto stanowił z nim jeden organizm. Karl Streibel był formalnie również komendantem obozu pracy, choć w praktyce funkcję tę sprawował jego zastępca SS-Oberscharführer Franz Bartetzko. Więźniowie obozu pracy byli zatrudniani przy obsłudze obozu szkoleniowego.
Jednostki pomocnicze formowane w Trawnikach otrzymały nazwę „Oddziały Wartownicze Pełnomocnika Reichsführera SS i Szefa Policji Niemieckiej ds. Utworzenia Baz SS i Policji na Nowych Terenach Wschodnich”, zmienioną po kilku miesiącach na „Oddziały Wartownicze Dowódcy SS i Policji na dystrykt lubelski”. W latach 1941–1943 w obozie przeszkolono około 5 tys. strażników. Początkowo w szeregach formacji służyli wyłącznie sowieccy jeńcy wojenni, którzy przeszli na służbę niemiecką. Dopiero jesienią 1942 roku zaczęto werbować także cywilów. Większość strażników była Ukraińcami lub pochodziła z terenów Ukrainy. Rekrutowano także sowieckich volksdeutschów, a obok nich przedstawicieli innych narodów ZSRR, nie wyłączając Rosjan. SS-Wachmannschaften uczestniczyły aktywnie w kierowanej przez Odilo Globocnika Einsatz Reinhardt, czyli akcji eksterminacyjnej, w której wyniku wymordowano co najmniej 1,8 mln Żydów z Generalnego Gubernatorstwa i Okręgu Białystok. Oddziały z Trawnik brały udział w likwidacji gett, przeprowadzały masowe egzekucje, pełniły służbę wartowniczą w obozach śmierci w Bełżcu, Sobiborze i Treblince, a także w różnych obozach pracy dla Żydów.
We wrześniu 1943 roku Globocnik został odwołany z Lublina i przeniesiony na wybrzeże Adriatyku. Wcześniej zawarł porozumienie z SS-Obergruppenführerem Oswaldem Pohlem, na mocy którego obozy pracy w dystrykcie lubelskim oraz obóz szkoleniowy w Trawnikach zostały podporządkowane Głównemu Urzędowi Gospodarczo-Administracyjnemu SS. Nazwę obozu zmieniono wtedy na obóz szkoleniowy SS (niem. SS-Ausbildungslager Trawniki), co pozwoliło wachmanom używać liter „SS” przed stopniem.
3 listopada 1943 roku, podczas akcji „Dożynki” wymordowani zostali żydowscy więźniowie obozu pracy w Trawnikach. W czasie masakry dziedziniec przed kwaterami podoficerskimi w obozie szkoleniowym stanowił miejsce, do którego doprowadzano ofiary, aby rozebrały się do naga przed udaniem się nad masowe groby (wykopane poza terenem obozowym). Członkowie SS-Wachmannschaften nie brali udziału w egzekucjach.
Pod koniec zimy przełomu 1943 i 1944 roku obóz szkoleniowy w Trawnikach oraz pełniący tam jeszcze służbę wachmani ponownie znaleźli się pod kontrolą dowódcy SS i policji na dystrykt lubelski. Pod koniec lipca 1944 roku, w związku z szybkimi postępami sowieckiej ofensywy, SS-Wachmannschaften wycofano do Kielc, a następnie dyslokowano do nowo utworzonych baz w Jędrzejowie, Pińczowie i Złotej.